# Koppenbergbos
Het Koppenbergbos is een natuurgebied in de Vlaamse Ardennen in Zuid-Oost-Vlaanderen (België).
Het natuurgebied is 29 ha groot en ligt op het grondgebied van de stad Oudenaarde (deelgemeente Melden) en de gemeente Maarkedal (deelgemeente Nukerke). Het bos ligt op de Koppenberg, een 78 meter hoge heuvel die oprijst uit de Scheldevlakte. Het reservaat wordt beheerd door de Vlaamse overheidsdienst Agentschap voor Natuur en Bos. Het reservaat is erkend als Europees Natura 2000-gebied (Bossen van de Vlaamse Ardennen en andere Zuid-Vlaamse bossen) en maakt deel uit van het Vlaams Ecologisch Netwerk. Binnen de Europese natuurdoelstellingen wordt op termijn 350 hectare extra bos gecreëerd in de Vlaamse Ardennen; het Kluisbos wordt via Feelbos, Beiaardbos, Fonteinbos en Ingelbos, Hotond-Scherpenberg, Kuitholbos en Spijkerbos verbonden met het Koppenbergbos.

## Landschap
Het bos ligt op de Koppenberg, een 78 meter hoge heuvel die oprijst uit de Scheldevlakte. Het ligt in een typisch Vlaamse Ardennen-landschap met glooiende heuvels, diep ingesneden beekdalen en beboste heuveltoppen. Het beukenbos omvat verschillende bronnen.

## Fauna
Het natuurgebied biedt onderdak aan allerlei soorten zoogdieren (ree), vogels (zwarte specht, wespendief, wielewaal, zomertortel, appelvink) en insecten (vlinders als grote vos, kleine ijsvogelvlinder, grote weerschijnvlinder).

## Flora
Het Koppenbergbos is hoofdzakelijk een beukenbos, heraangeplant na WO I als antwoord op de kaalslag tijdens het oorlogsgeweld. Stille getuigen hiervan zijn de loopgraven en vele bomkraters in het noordoostelijk deel van het bos. Verder groeien er ook eik, es, boskers en haagbeuk. In het zuidelijke deel van het bos staan eeuwenoude zomereik en met majestueuze kruinen. Deze oude knarren hebben op borsthoogte een stamomtrek van om en bij de drie meter. Ze zijn in elk geval meer dan 150 jaar, misschien zelfs 200 jaar oud. In het voorjaar bloeien wilde hyacint, gevlekte aronskelk, grote muur, gele dovenetel, bosanemoon.

## Natuurbeleving
Het Koppenbergbos is vrij toegankelijk op de wandelpaden. Het wandelknooppuntennetwerk 'Getuigenheuvels Vlaamse Ardennen' en de Streek-GR Vlaamse Ardennen lopen door het bos.

## Afbeeldingen

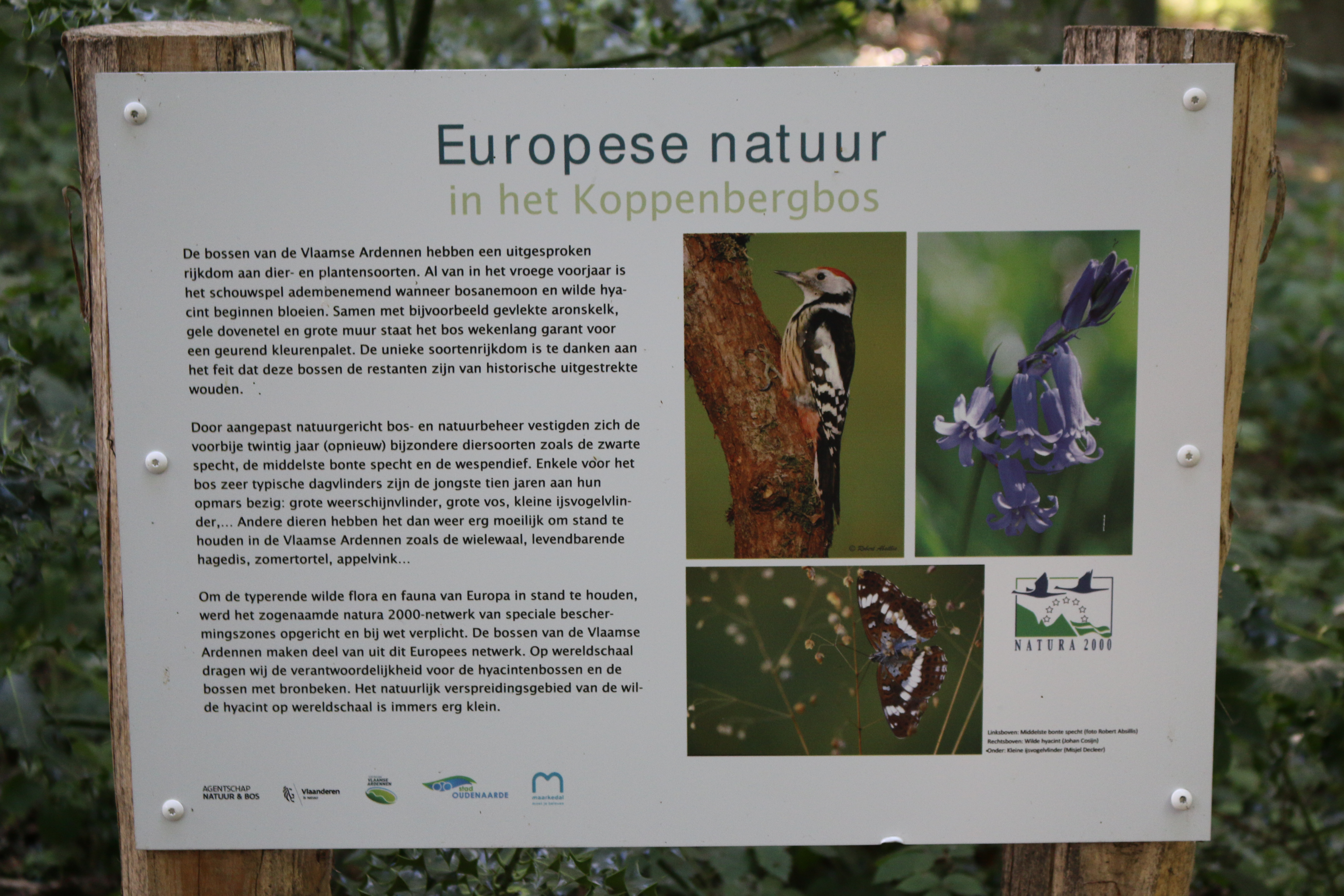
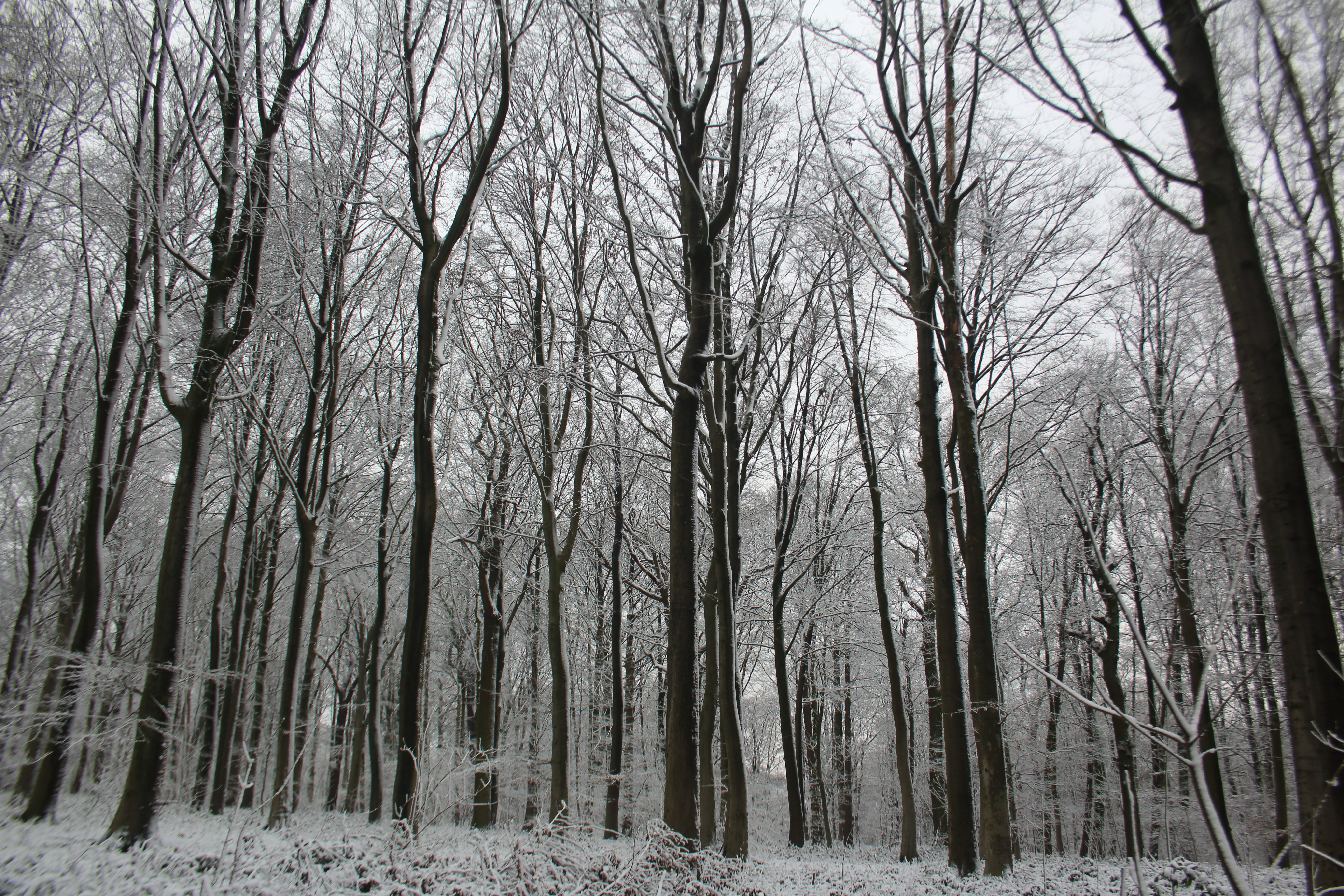
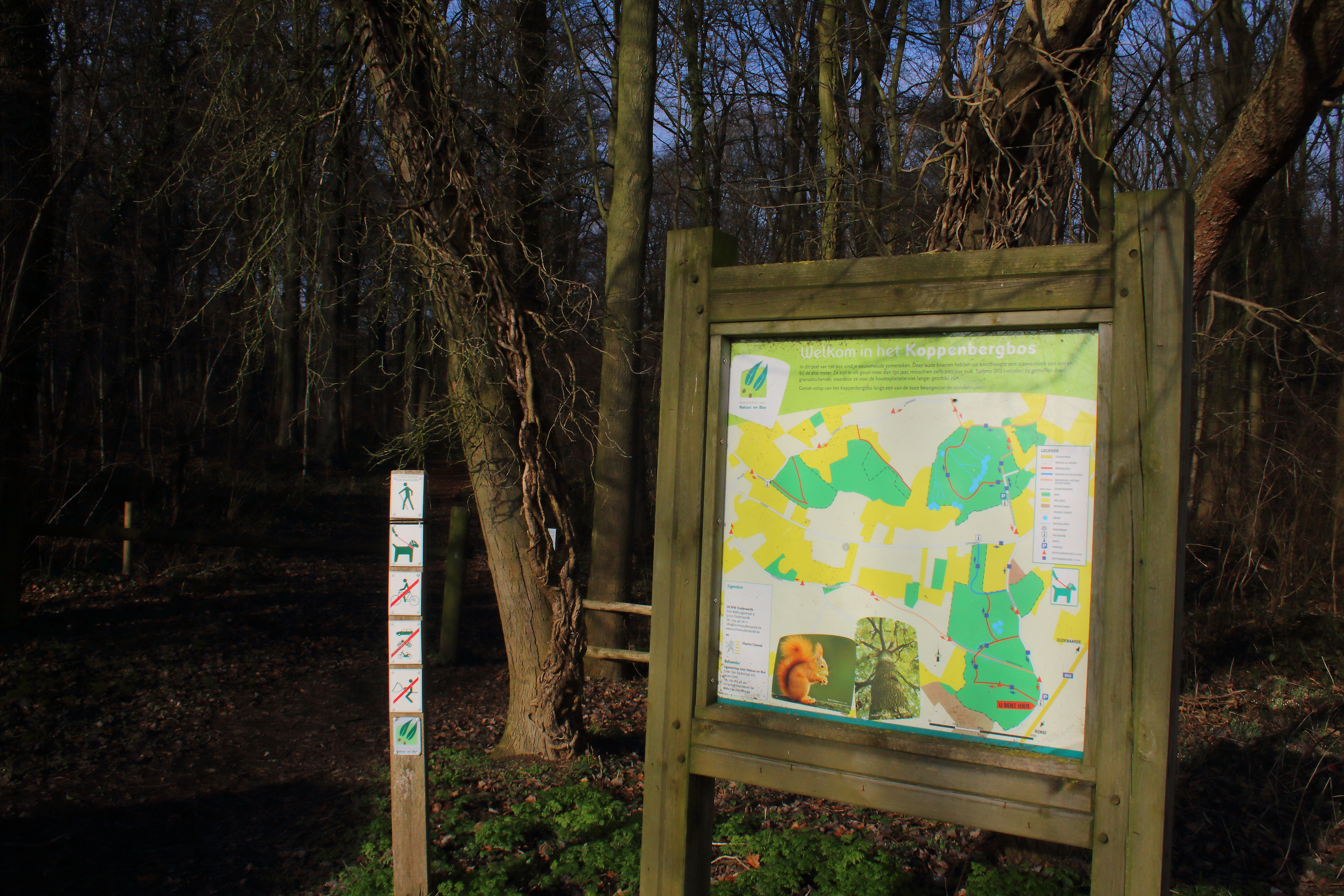
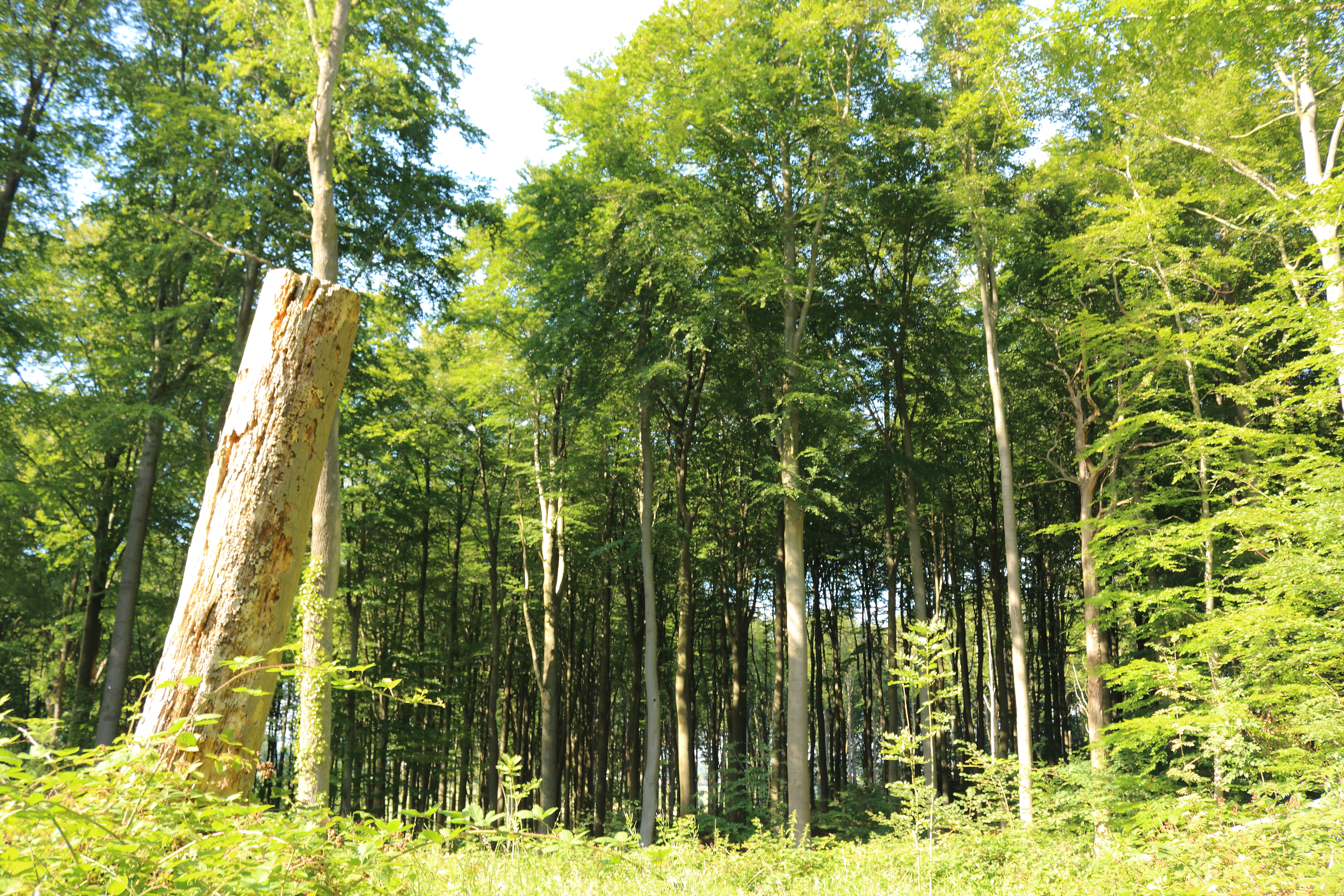
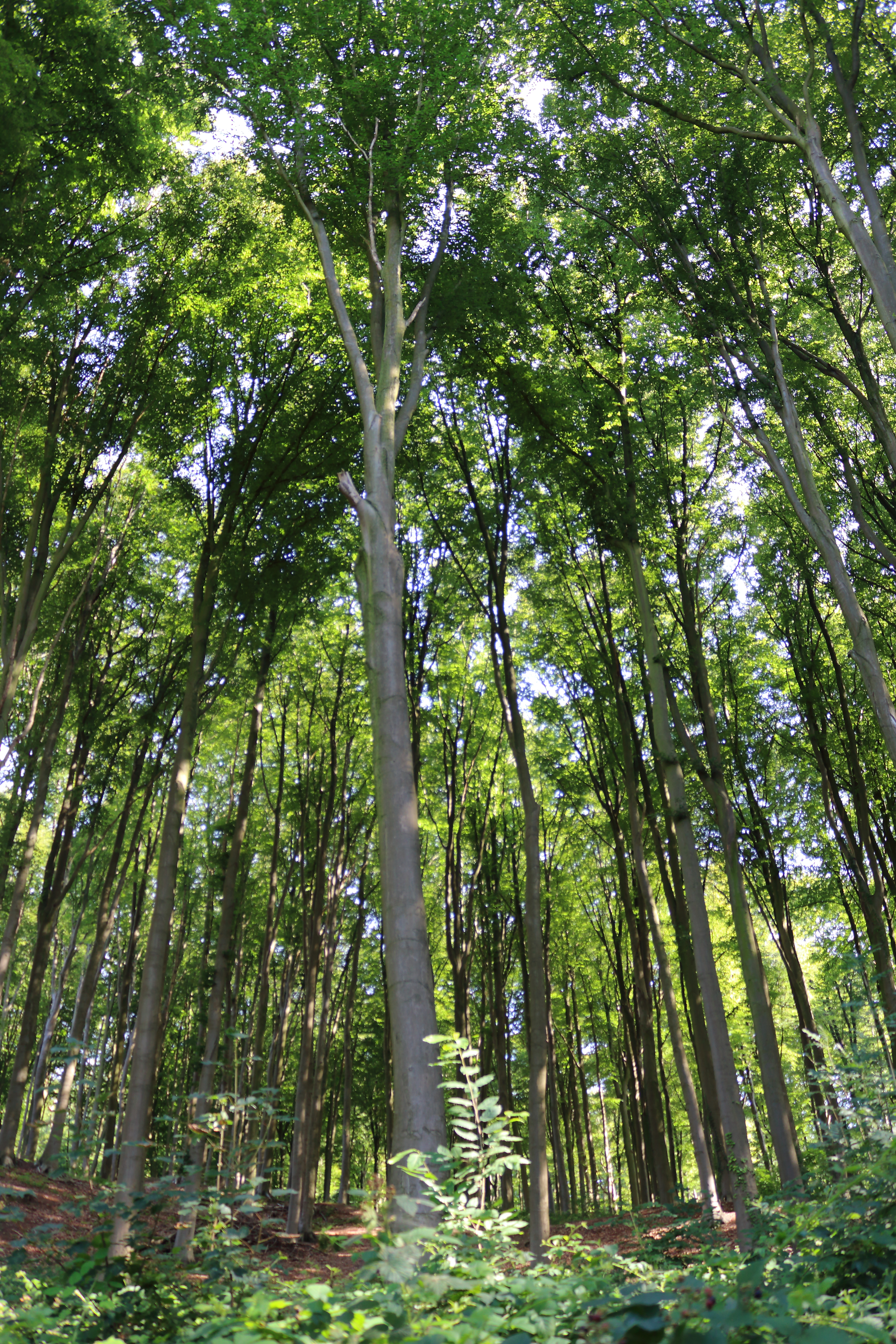
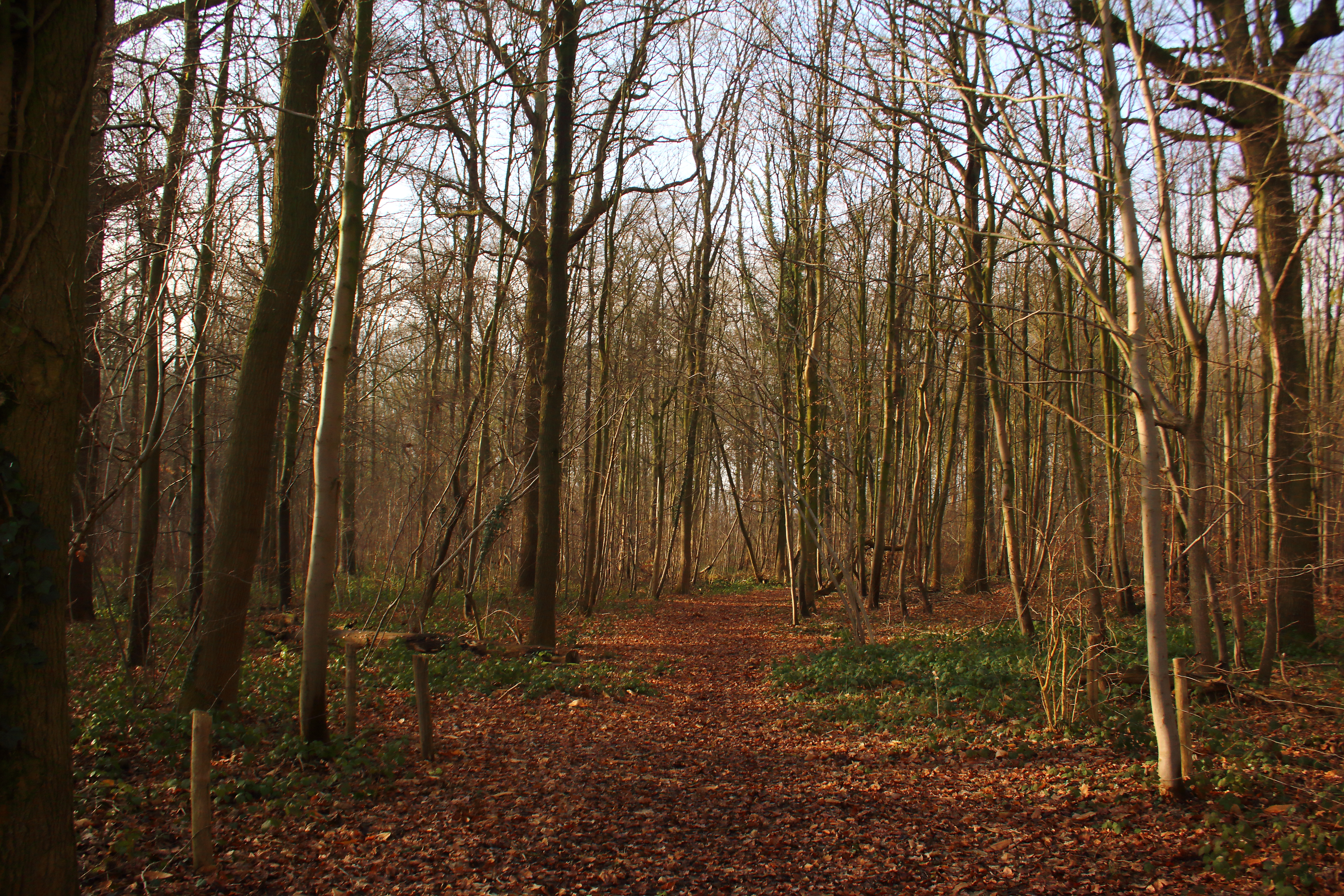
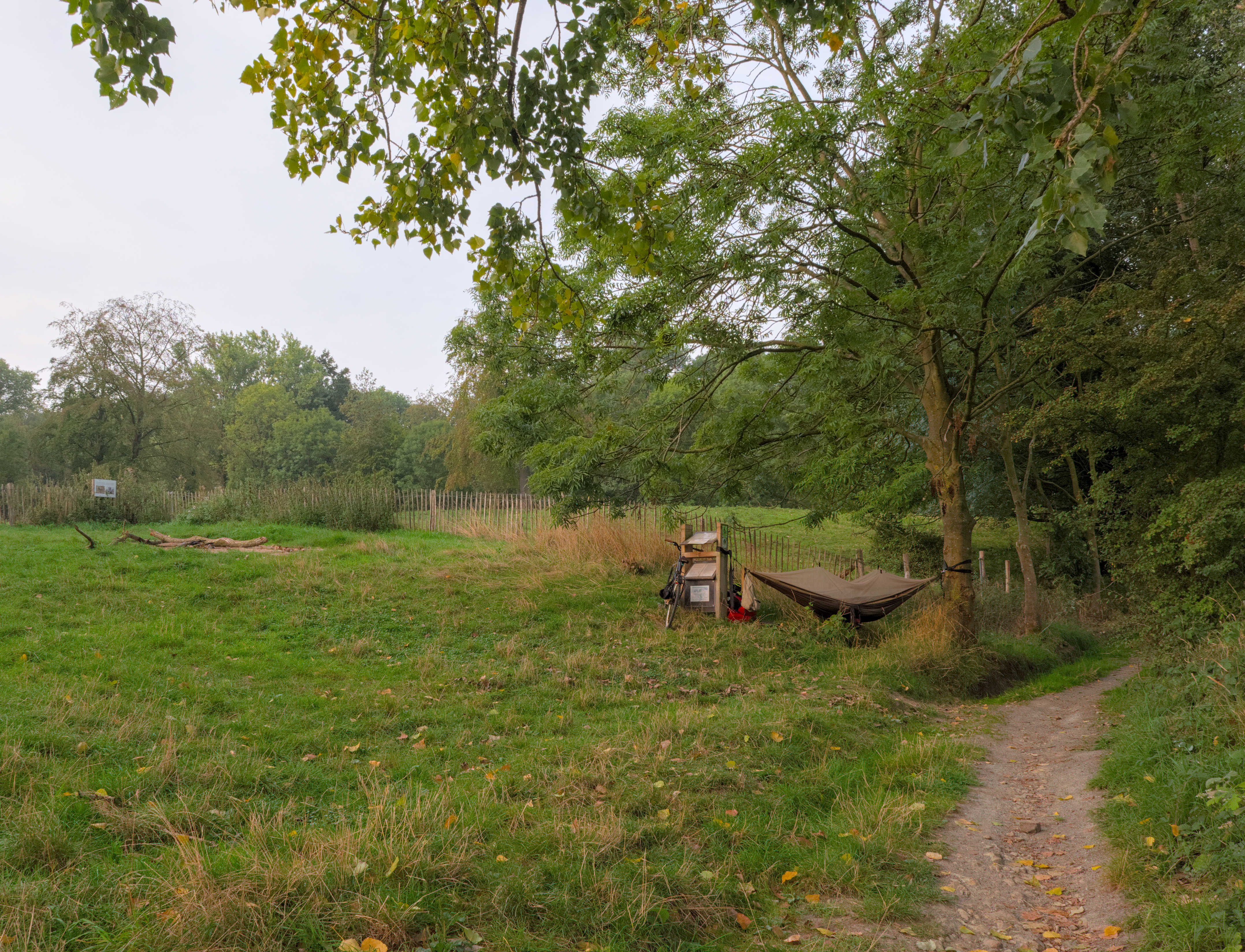
Bivakzone Koppenbergbos